# Влюбените
Влюбените (на италиански: Innamorati) е название на двойка млади в комедия дел арте, влюбени един в друг мъж и жена – например Лелио и Изабела, а по-късно и Арлекино и Коломбина.

## Характеристики
За разлика от комичните персонажи, влюбените не носят маски, облечени са в скъпи костюми, а речта им е много изискана – говорят на тоскански диалект, с други думи на литературен италиански език. Рангът им е аристократичен, държат се изискано, имат знатен произход и следват модата на епохата. Жестовете им са класически от епохата на барока. Пеят, свирят на инструмент и рецитират поезия. Понякога са толкова суетни, че изглежда че са влюбени повече в самите себе си, отколкото един в друг. Рядко импровизират, думите им са научени наизуст.
Исторически влюбените имат различни имена. Най-често срещаните мъжки имена са: Лелио, Хорацио, Отавио, Флавио и Флориндо, а женските: Изабела, Виктория и Фламиния. Понякога са наричани с имената на самите актьори. Често се срещат и двойки с едно и също име, например Отавия и Отавио, Флавия и Флавио.